# Heliodoro Escalante Ramírez
Heliodoro Escalante Ramírez (* 1895; † 1970) war ein mexikanischer General und Botschafter.

## Leben
1924 leitete Heliodoro Escalante Ramírez den Generalstab der Regierungstruppen beim Niederschlagen des Aufstandes  von Adolfo de la Huerta in Chiapas. Wobei er durch die Söldner Ralph Ambrose O’Neill und Fritz Bielerunterstützt wurde.
1927 bis 1928 war er Militärgouverneur der Stadt Puebla. Heliodoro Escalante Ramírez löste 1931 Manuel Maldonado Sonora als Kommandant von Payo Obispo ab.
1935 hatte Heliodoro Escalante das Kommando über die 400 Soldaten des 36. Battalions, das in Quintana Roo stationiert war.
Heliodoro Escalante Ramírez wurde 1940 zum Brigadegeneral befördert.
Er verließ Mexiko, um sich am 8. August 1945 in Chongqing zwischen den Atombombenabwürfen auf Hiroshima und Nagasaki zum Botschafter akkreditierten zu lassen.
Am 15. März 1950 wurde General Heliodoro Escalante Ramírez zum Generalkonsul in Guatemala-Stadt ernannt.

## Veröffentlichungen
- Esclavas chinas: 2. Escritura de Constitución y Reglamento del Estado de Kuling

| Vorgänger                | Amt                                                                      | Nachfolger                        |
| ------------------------ | ------------------------------------------------------------------------ | --------------------------------- |
| Francisco Hernández Amor | Anexo:Presidentes Municipales de Puebla de Zaragoza 1927 bis 1928        | Rómulo O’Farril                   |
| Alfonso Castro Valle     | Mexikanischer Botschafter in Chongqing 8. August 1945 bis 1. Januar 1947 | Francisco Javier Aguilar González |